# Temari

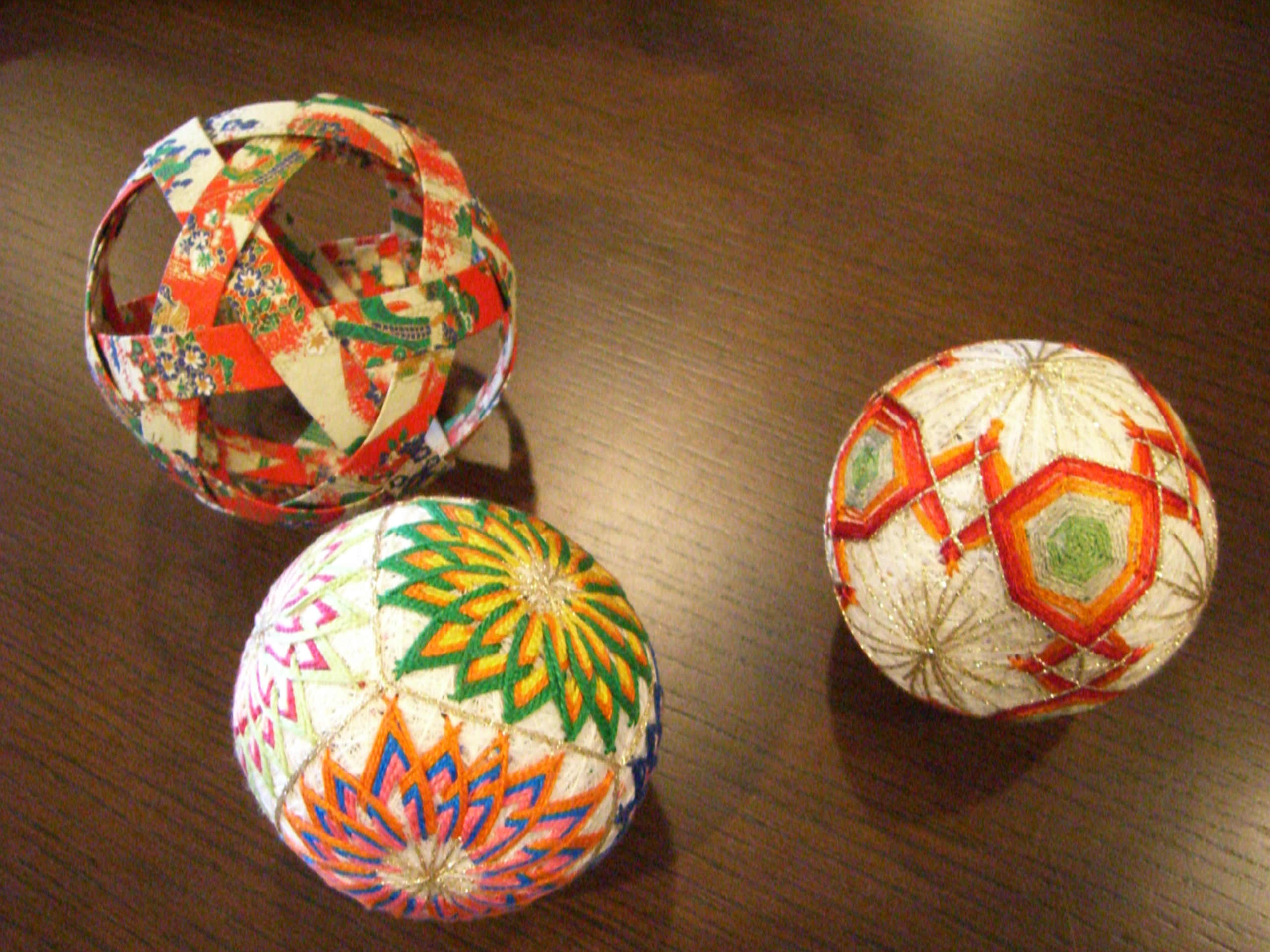
Três bolas temari decoradas.

As bolas Temari (手まり) são uma forma de arte folclórica e artesanato japonês. Orginárias da China, foram introduzidas no Japão por volta do século VII. O nome "temari" significa "bola de mão" em japonês, elas são feitas de bordados e podem ser usadas em jogos de handebol.

## História
Historicamente, o temari foi construído a partir dos remanescentes de quimonos antigos. Pedaços de tecido de seda seriam enrolados para formar uma bola, e então o maço seria envolvido com tiras de tecido. Com o passar do tempo, o temari tradicional tornou-se uma arte, com a costura funcional se tornando mais decorativa e detalhada, até que as bolas exibiam bordados intricados. Com a introdução da borracha no Japão, as bolas passaram de brinquedos a objetos de arte, embora as mães ainda as façam para seus filhos. Temari tornou-se uma arte e artesanato da alta classe aristocrata japonesa, e mulheres nobres competiram na criação de objetos cada vez mais belos e complexos.

## Tradição
Temari são presentes muito valorizados e estimados, simbolizando a profunda amizade e lealdade. Além disso, as cores brilhantes e os fios utilizados simbolizam o desejo de uma vida brilhante e feliz. Tradicionalmente, tornar-se artesão no Japão era um processo tedioso. Atualmente, torna-se um artista de temari no Japão requer treinamento específico, e é preciso testar as habilidades e a técnica antes de ser reconhecido como um artista de temari.
Tradicionalmente, temaris muitas vezes eram dadas por pais para seus filhos no dia de ano novo. Dentro das camadas bem embrulhadas de cada bola, a mãe teria colocado um pequeno pedaço de papel com um desejo de boa vontade para seu filho. A criança nunca seria informada sobre o desejo que sua mãe fez ao fazer a bola.

## Princípios de construção
Todas as bolas temari são feitas de acordo com algum método específico de construção que envolve dividir a mari em várias seções através do uso de pinos colocados temporariamente e de linhas permanentemente colocadas. Existem três "divisões padrões" que são reconhecidas: divisão simples (tanjyun toubun), divisão de oito combinações (hattitobun no kumiawase), e divisão de dez combinações (jyuttoubu no kumiawase).